# Alberto Mannerini
Alberto Mannerini (Napoli, 22 febbraio 1891 – Roma, 7 febbraio 1962) è stato un generale italiano, veterano della prima e della seconda guerra mondiale. Tra il 25 maggio 1950 e il 4 maggio 1954 ricoprì l'incarico di Comandante generale dell'arma dei Carabinieri. Decorato di tre Medaglie d'argento, due di bronzo ed una Croce di guerra al valor militare, della Croce di Cavaliere e di quella di Ufficiale dell'Ordine Militare di Savoia e della Cavaliere di Gran Croce dell'Ordine al merito della Repubblica Italiana.

## Biografia
Nacque a Napoli il 22 febbraio 1891, figlio di Giovanni e Santa Pigliacelli. 
Il 7 novembre 1909 entrò come Allievo ufficiale presso la Regia Accademia Militare di Fanteria e Cavalleria di Modena, da cui uscì il 23 febbraio 1913, assegnato con il grado di sottotenente all'arma di fanteria, corpo degli alpini, assegnato in servizio al 6º Reggimento alpini. Prese parte ad operazioni belliche in Libia nel biennio 1913-1914.
Durante il corso della prima guerra mondiale, tenne ininterrottamente il comando di reparti del 7º Reggimento alpini, venendo promosso dapprima tenente e poi capitano. Tra il 1917 e il 1918 comandò il Battaglione alpini "Monte Pelmo", ed al termine del conflitto risultava decorato con due Medaglie d'argento, una di bronzo ed una Croce di guerra al valor militare.
Conseguito l’avanzamento a maggiore, resse il comando del Battaglione alpini Pieve di Cadore, ricoprendo anche numerosi incarichi di Stato maggiore. Promosso tenente colonnello (con anzianità 1º dicembre 1926), comandò il II Battaglione del 3º Reggimento "Granatieri di Sardegna" e ricoprì altri incarichi, tra i quali quello di Addetto Militare in Turchia, sino al 18 ottobre 1936, quando rientrò a Roma per assumere l'incarico di comandante del 2º Reggimento granatieri.
Il 31 dicembre dello stesso anno venne promosso colonnello, e ricoprì l'incarico di comandante del 2º Reggimento "Granatieri di Sardegna" sino al 14 febbraio 1939, quando passò a prestare servizio presso il comando dell'VIII Corpo d'armata di Roma, allora al comando del generale Remo Gambelli, per svolgere incarichi speciali.
L'8 aprile 1939 con un reggimento di formazione di Granatieri di Sardegna, denominato "Mannerini" fu aviotrasportato a Tirana e durante le complesse operazioni di occupazione dell'Albania fu decorato con una seconda Medaglia di bronzo al valor militare. Il 3º Reggimento granatieri (poi denominato di Sardegna e d'Albania) rimase in loco sino al 1943.
Rientrato a Roma, dopo l'entrata in guerra del Regno d'Italia, avvenuta il 10 giugno 1940, fu Capo di stato maggiore dell'VIII° Corpo d’Armata durante la campagna di Grecia dal dicembre dello stesso anno, meritando la promozione per meriti di guerra a generale di brigata l'11 giugno 1941.
Subito dopo divenne vicecomandante della 21ª Divisione fanteria "Granatieri di Sardegna" (generale Taddeo Orlando) inviata in Slovenia, a presidio della provincia di Lubiana, tra Lubiana e Kočevje, ma vi rimase poco tempo perché dall'11 agosto 1941, su richiesta del generale Gastone Gambara, fu assegnato al comando superiore F.F. A.A. Africa settentrionale, per incarichi speciali.
Una volta destinato in Africa Settentrionale Italiana, vi svolse numerosi incarichi, tra i quali, la costituzione ed il comando del Raggruppamento sahariano "Mannerini"  all'inizio del 1943 in Tunisia composto con le unità di complementi tratte da altre grandi unità o da reparti reduci di unità sbandate o distrutte. Il suo reparto si distinse sino alla fine della campagna ma poi dovette soccombere, ed egli venne fatto prigioniero in prossimità di Gabes il 29 marzo successivo.
Rientrato in Italia nel corso del 1945, il 14 giugno fu insignito della Croce di Ufficiale dell’Ordine Militare di Savoia. Ricoprì diverse mansioni a livello ministeriale, conseguendo il grado di generale di divisione il 29 marzo 1948 e nel giugno successivo la nomina a Sottocapo di Stato maggiore dell’Esercito.
Promosso generale di corpo d'armata il 9 maggio 1950, dal 25 maggio successivo e sino al 4 maggio 1954 assunse il prestigioso incarico di Comandante Generale dell'arma dei Carabinieri.
Il 2 giugno 1956 fu insignito del titolo di Cavaliere di Gran Croce dell'Ordine al merito della Repubblica Italiana. Si spense a Roma il 7 febbraio 1962.

### Annotazioni
1. ↑  Tale reparto era composto dalle seguenti unità: I e II Battaglione del 3º Reggimento "Granatieri di Sardegna", e I Battaglione del 47º Reggimento addestramento volontari "Ferrara".
2. ↑  Al cui comando si succedettero i generali Emilio Bancale, Gastone Gambara e Giuseppe Pafundi.

### Fonti
1. 1 2 3  Generals.
2. 1 2 3  Lisetti 2013, p. 37.
3. ↑  Bianchi 2012, p. 135.
4. 1 2 3 4 5  Bianchi 2012, p. 136.
5. 1 2 3 4  Carabinieri.
6. 1 2 3 4 5 6 7  Noi Alpini.
7. ↑  Ford 2012, p. 21.
8. 1 2  Lisetti 2013, p. 38.
9. 1 2  Sito web del Quirinale: dettaglio decorato. (generale di brigata Alberto Mannerini)
10. ↑  Gazzetta Ufficiale del Regno d'Italia n.126 del 2 giugno 1937, pag.2014.
11. ↑  Gazzetta Ufficiale del Regno d'Italia n.219 del 18 settembre 1940, pag.2.
12. ↑  Sito web del Quirinale: dettaglio decorato. (generale di corpo d'armata Alberto Mannerini)
13. ↑  Sito web del Quirinale: dettaglio decorato. (generale di corpo d'armata Alberto Mannerini)
14. ↑  Registrato alla Corte dei Conti addì 28 luglio 1941, registro n.25, foglio 181.